# سوريانيات
سوريانيات (الاسم العلمي Surianaceae)، فصيلة نباتات من الفوليات أنواعه المعروفة 8 ضمن خمسة أجناس. لها توزيع استثنائي، فجنس Recchia هو أصيل في المكسيك، وأما جنس سوريانا وحيد النوع فهو ينتشر في المناطق الاستوائية الساحلية. وبقية الأجناس الثلاثة متوطنة في أستراليا.